# Нещото (филм, 1982)
Вижте пояснителната страница за други значения на Нещото.
„Нещото“ (на английски: The Thing) е американски научнофантастичен филм на ужасите от 1982 г. на режисьора Джон Карпентър по сценарий на Бил Ланкастър. Базиран е на романа „Кой е там?“ от Джон Кемпбъл и представлява римейк на „Нещото от друг свят“ (1951).
В центъра на сюжета е изолирана изследователска база в Антарктика, нападната от тайнствено същество, което убива и приема формата на животни и хора. Главните роли се изпълняват от Кърт Ръсел, Уилфърд Бримли, Кийт Дейвид, Доналд Мофат.

## Сюжет
Внимание:  Текстът по-долу разкрива сюжета на произведението (или части от него)!
В Антарктика, норвежки хеликоптер преследва аляски маламут към американска изследователска станция. При кацането норвежецът случайно изпуска граната, която унищожава хеликоптера. Оцелелият норвежец преследва кучето, стреляйки с пушка, докато не е застрелян от Гари, командира на станцията. Американците изпращат пилота на хеликоптер, Ар Джей Макрейди и д-р Копър в норвежкия лагер за отговори, но откриват само разруха и трупове. Навън откриват изгорелите останки на човешко тяло с две лица, което прибират заедно с някои видеокасети. Техният биолог Блеър извършва аутопсия на трупа, намирайки нормален набор от човешки вътрешни органи.
Кларк прибира норвежкото куче при останалите в станцията. Скоро то се променя и ги атакува. Когато чува разстроения им вой, Макрейди пуска пожароизвестителната аларма, а Чайлдс изгаря създанието. Блеър извървша още една аутопсия, която го кара да вярва, че създанието идеално имитира други живи организми. Досиетата на норвежците водят американците до погребана в леда летяща чиния, която според геолога на станцията Норис, вероятно е там от поне 100 000 години. Блеър става все по-параноичен и се оттегля, като изчислява, че ако този организъм се добере до цивилизацията, целият живот на Земята ще бъде асимилиран за 27 000 часа след първия контакт. Фюкс казва на Макрейди, че се тревожи за Блеър, а според неговите записки „мъртвите“ останки на създанието са все още активни на клетъчно ниво. Лагерът въвежда мерки за безопасност, предназначени да намалят риска от асимилация.
Съществото асимилира Бенингс, но Уиндоус го хваща навън, преди метаморфозата му да е пълна и Макрейди изгаря създанието, преди да успее да избяга. Те откриват, че Блеър е разрушил всички транспортни средства и е убил останалите кучета. Екипът подчинява Блеър, докато унищожава радиото и го изолира в бараката за инструменти. Копър препоръчва да се направи кръвен тест, за да се определи кой е асимилиран, но мъжете се обръщат един срещу друг, когато откриват, че кръвта е била саботирана.
Макрейди поема отговорността за станцията и заповядва на Фюкс да продължи работата на Блеър, но Фюкс изчезва. Макрейди, Уиндоус и Ноулс откриват изгорялото му тяло навън. Уиндоус се връща, за да предупреди другите, докато Макрейди и Ноулс разследват допълнително. По пътя назад, Ноулс отрязва Макрейди от теглещото въже, допускайки, че е асимилиран, когато намери разкъсана риза с името на Макрейди. Когато екипът обсъжда съдбата на Макрейди, той се втурва и заплашва да унищожи станцията с динамит, ако го нападнат. Норис изглежда получава сърдечен удар, след като той и Ноулс неуспешно се нахвърлят върху Макрейди отзад.
Когато Копър се опитва да го реанимира, Норис се трансформира и убива Копър, като му отхапва ръцете. Макрейди изгаря създанието и нарежда на Уиндоус да завърже всички за нов кръвен тест. Кларк атакува Макрейди, но е убит от него. Макрейди обяснява своята теория, че всяко парче от извънземното е индивидуален организъм със собствен инстинкт за оцеляване. Един по един, Макрейди тества кръвта на всички с нагрято парче от медна жица. Всеки е все още човек, освен Палмър, чиято кръв избягва от горещата игла. Разкрит, Палмър се преобразува и заразява Уиндоус, принуждавайки Макрейди да ги изгори и двамата.
Оставяйки Чайлдс да пази, другите тръгват да тестват Блеър, но откриват, че е избягал от бараката за инструменти. Те осъзнават, че Блеър е асимилиран и е събирал оборудване, за да построи малък спасителен кораб. Откривайки, че Чайлдс липсва, а генераторът за електроенергията на станцията е унищожен, Макрейди смята, че Нещото сега възнамерява да пресъздаде хибернация, докато пристигне спасителният екип. Макрейди, Гари и Ноулс решават да взривят комплекса, надявайки се да унищожат Нещото. Докато поставят взривните вещества, Блеър убива Гари, а Ноулс изчезва. Блеър се превръща в много по-голямо чудовище и атакува, унищожавайки детонатора, но Макрейди задейства взрива с динамит, унищожавайки станцията.
Макрейди седи наблизо, докато лагерът гори, когато Чайлдс се появява отново, като твърди, че се е изгубил в бурята, преследвайки Блеър. Изморени и без никаква надежда за оцеляване, те признават безполезността на недоверието си и споделят бутилка уиски.

## Актьорски състав
- Кърт Ръсел – Ар Джей Макрейди, пилот
- Уилфърд Бримли – д-р Блеър, биолог
- Кийт Дейвид – Чайлдс, механик
- Доналд Мофат – Гари, командир в базата
- Ричард Мазур – Кларк, ветеринар
- Дейвид Кленън – Палмър, помощник-пилот и механик
- Чарлс Халахан – Норис, геолог
- Джоел Полис – Фюкс, помощник-биолог
- Т.К. Картър – Ноулс, готвач
- Ричард Дисарт – д-р Копър, лекар
- Томас Уейтс – Уиндоус, диспечер
- Питър Малоуни – Бенингс, метеоролог

## Музика
Въпреки че не говорят общ език, Карпентър и Мориконе си сътрудничат за саундтрака. Карпентър казва, че е помолил Мориконе към по-минималистична посока. MCA пуска саундтрака през 1982 г. Varèse Sarabande пуска през 1991 г. компактдиск. Той също така е на разположение като DVD издание от 1998 г., но не присъства в изданието до 2005 г. Саундтракът оттогава излиза от печат. Налице е повторно записване на саундтрака, продуцирано и подредено от Алън Хауърт и Лари Хопкинс. Това е единствената версия на саундтрака, която съдържа неизползваните части на Карпентър и Хауърт.
Цялата музика е написана от Енио Мориконе.
| 1.    | Humanity (Part I)  | 6:59 |
| 2.    | Shape              | 3:20 |
| 3.    | Contamination      | 1:06 |
| 4.    | Bestiality         | 2:59 |
| 5.    | Solitude           | 5:58 |
| 6.    | Eternity           | 5:36 |
| 7.    | Wait               | 6:30 |
| 8.    | Humanity (Part II) | 7:16 |
| 9.    | Sterilization      | 5:09 |
| 10.   | Despair            | 4:50 |
| 49:37 |                    |      |

## Наследство

### Предистория и отменено продължение
Sci Fi Channel планира да направи четиричасов минисериал продължение на филма през 2003 г. Карпентър заявява, че смята, че проектът трябва да продължи, но Sci Fi Channel по-късно премахва всички споменавания на проекта от началната си страница. През февруари 2009 г. е публикуван положителен преглед на изоставения сценарий за минисериала.
През 2004 г. Джон Карпентър казва в интервю за сп. „Империя“, че има идея за Нещото 2, която се фокусира върху двамата оцелели герои – Макрейди и Чайлдс. Въпреки това, Карпентър смята, че поради по-високата цена, Universal Studios няма да подкрепят този сюжет. Карпентър посочва, че ще успее да осигури и Кърт Ръсел и Кийт Дейвид за продължението. В неговата история, Карпентър обяснява възрастовата разлика на актьорите между двата филма, с измръзване на лицето им, докато не бъдат спасени. Продължението ще разчита на сигнал за помощ, успешно предаден от Уиндоус, преди Блеър да унищожи комуникационната зала. След експлозията на базовия лагер, спасителният екип ще пристигне и ще открие, че Макрейди и Чайлдс са все още живи. Карпентър не разкрива никакви други подробности.
През септември 2006 г. в списание „Фангория“ е обявено, че Strike Entertainment, продуцентската компания зад Зората на мъртвите, търси сценарист или сценаристи, които да напишат предисторията на Нещото. След приемането на сценарий от Ерик Хайксерър, Strike Entertainment започва продукцията на предистория, също озаглавена Нещото, и заснета през 2010 г. В предисторията, норвежкият екип открива извънземния организъм три дни, преди кучето да пристигне в американския Outpost 31. Оцелелите герои от предисторията – Матиас и Ларс стават двамата норвежци, които гонят кучето с хеликоптер в началото на филма от 1982 г. Филмът от 2011 г. е режисиран от Матхийс ван Хейлинген младши, заснет е в Торонто и излиза на 14 октомври същата година.

### Видеоигра
През 2002 г. „Нещото“ излиза като стрелба от трето лице за PC, PlayStation 2 и Xbox, като продължение на филма. Видеоиграта се различава от комиксите, тъй като Чайлдс е намерен мъртъв от спасителния екип и са налице аудиокасетите. При завършването на играта, Ар Джей Макрейди се намира жив и помага на главния герой да завърши последната мисия. Играта използва елементи на параноя и недоверие, присъщи на филма. Някои търговци на дребно, като GameStop, предлагат безплатно копие от изданието на DVD през 1998 г. като стимул за резервиране на играта. In 2011, a region of the Entropia Universe was created based on the theme of The Thing.